# Edwardsiana delongi
Edwardsiana delongi är en insektsart som beskrevs av Erhard Christian 1953. Edwardsiana delongi ingår i släktet Edwardsiana och familjen dvärgstritar. Inga underarter finns listade i Catalogue of Life.